# Samsung NX mini
Le Samsung NX mini est un appareil photographique hybride (à objectifs interchangeables) de style appareil télémétrique annoncé par Samsung le 19 mars 2014. Il revendique le titre d'appareil à objectifs interchangeables le plus léger et le plus fin (22 mm sans objectif) du monde.

## Caractéristiques particulières
Le NX mini possède un mode autoportrait qui s'active en orientant l'écran arrière vers l'avant, ce qui démarre l'appareil, puis un clignement d'oeil lancera un retardateur qui déclenchera l'obturateur au bout de 2 secondes. Les photographies peuvent être partagées sur flickr et sur Dropbox lorsque le NX mini est connecté avec son Wi-Fi embarqué, ou transmises à des smartphones compatibles par NFC.

## NX Mini 2
En juin 2015, des rumeurs ont circulé sur un éventuel NX mini 2. Sur la base de spécifications ayant fuité, le NX mini 2 aurait possédé un mode d'enregistrement vidéo 4K à 24 im./s et des façades interchangeables. Il aurait utilisé le même capteur, avec un écran AMOLED et une batterie de capacité un peu plus faible (1820 mAh contre 2330 mAh). Cependant, ce modèle n'est jamais sorti.

## Objectifs
Le NX mini utilise un capteur 1", qui lui donne un facteur de recadrage (en) de 2,7x par rapport au 35 mm. Il utilise la monture Samsung NX-M avec un tirage mécanique de 6,95 mm, qui est parmi les plus courts existants. Un adapteur (ED-MA4NXM) peut être acheté séparément pour monter des objectifs plus gros utilisant une monture Samsung NX, qui sont conçus pour un capteur APS-C.
| Distance focale | Focale eq. en 35 mm | Angle de champ | Conception   | Conception            | Conception   | Conception | Particularités | Particularités | Taille du filtre |
| Distance focale | Focale eq. en 35 mm | Angle de champ | Ouverture    | Construction          | Dimensions   | Poids      | OIS            | Pancake (en)   | Taille du filtre |
| --------------- | ------------------- | -------------- | ------------ | --------------------- | ------------ | ---------- | -------------- | -------------- | ---------------- |
| 9mm             | 24,3 mm             | 83,4°          | f/3.5–11     | 6E/5G (1A, 1ED, 1XHR) | 50 × 12,5 mm | 31 g       | Non            | Oui            | aucun            |
| 9–27mm          | 24,3–72,9 mm        | 83,4–33,1°     | f/3.5~5.6–11 | 9E/8G (1A, 1ED)       | 50 × 29,5 mm | 73 g       | Oui            | Oui            | 39 mm            |
| 17mm            | 45,9 mm             | 50,5°          | f/1.8–11     | 8E/5G (2A, 1XHR)      | 50 × 27,5 mm | 55 g       | Oui            | Oui            | 39 mm            |

Notes
1. ↑  Construction de l'objectif, constitué de[5] :   - E : nombre d'éléments (en)
  - G : nombre de groupes collés
  - A : nombre d'éléments asphériques
  - ED : nombre d'éléments à "dispersion extra faible (en)"
  - XHR : nombre d'éléments "à très fort indice de réfraction"
2. ↑  Sous forme diamètre maximal × longueur
3. ↑  "Stabilisateur d'image optique" (par déplacement du capteur)
4. ↑  Object compact type "Pancake"